# Choriza May
Choriza May, nombre artístico drag de Adrián Martín (Guadasuar, 1991), es una drag queen y artista española, radicada en Reino Unido.

## Biografía
Adrián nació en 1991 en el pueblo valenciano de Guadassuar. En 2016 se estableció en Newcastle, y empezó a hacer de drag en octubre de 2018. Participó y ganó las competiciones Newcastle Drag Idol 2019 y Liverpool's Big Drag Pageant, momento a partir del cual nació el personaje de Choriza May, cuyo nombre surge de la combinación del chorizo y el nombre de la primera ministra Theresa May.
Ha participado en los programas televisivos Inside Out y CelebAbility. Fue la ganadora del concurso Drag Idol y compitió en la tercera temporada de Drag Race UK, programa emitido en BBC Three.
Posteriormente fue jueza invitada en la segunda temporada de Drag Race España.
En 2021 lanzó su primer sencillo, «My Pussy Is Like a Peach», en cuyo videoclip, dirigido por Emilio Restrepo, participaron Killer Queen, The Macarena, Arantxa Castilla-La Mancha y Hugáceo Crujiente, todas concursantes de la primera temporada de Drag Race España, y drags españolas como Kika Lorace, Pink Chadora y Ariel Rec.
En diciembre de ese mismo año lanzó el tema «Pollo Frito» junto a la también artista drag Diamante Merybrown.
En 2023 se presentó a las elecciones municipales de ese año como suplente en la lista del partido político Compromís per Guadassuar.
El 13 de enero de 2024 fue anunciada como una de las concursantes de la segunda temporada de RuPaul's Drag Race: UK Versus the World.

## Filmografía
- Inside Out
- CelebAbility
- RuPaul's Drag Race UK
- Drag Race España
- RuPaul's Drag Race: UK Versus the World

## Discografía

### EPs
| Año  | Título          |
| ---- | --------------- |
| 2024 | «Party in Hell» |

### Sencillos
| Año  | Título                               |
| ---- | ------------------------------------ |
| 2021 | «My Pussy Is Like a Peach»           |
| 2021 | «Feeling Fruity» con River Medway    |
| 2022 | «Pollo Frito» con Diamante Merybrown |
| 2022 | «MARiCÓN» con Estrella Xtravaganza   |
| 2023 | «Cho Cho Choriza May»                |
| 2023 | «El Bolero de Guadassuar»            |
| 2023 | «Mango Loco»                         |
| 2024 | «Party in Hell»                      |
| 2024 | «Eat That Ass»                       |
| 2024 | «Burn a Little Brighter»             |

## Premios y nominaciones
| Año  | Premio        | Categoría       | Resultado | Ref.   |
| ---- | ------------- | --------------- | --------- | ------ |
| 2022 | The Queerties | Future All-Star | Nominada  | [ 13 ] |